# Travis McGee
Travis McGee es un personaje de ficción creado por el prolífico escritor norteamericano John D. MacDonald. A diferencia de otros detectives de novela no es ni un investigador privado ni un policía sino que se define como “Salvage Consultant” (traducido al español como “recuperador”) que recupera cosas de otros a cambio de una recompensa. McGee apareció en 21 novelas, desde The Deep Blue Good-by (“Adiós en azul”) de 1964 hasta The Lonely Silver Rain (“Lluvia plateada”) en 1984. En 1980, la novela The Green Ripper (“El hombre verde”) ganó el National Book Award de Estados Unidos.

## Perfil
Travis McGee vive en un yate llamado The Busted Flush que ganó en una partida de póker, amarrado en el amarre F-18 de Bahia Mar Marina, Fort Lauderdale, Florida. Se autodefine como un “bicho de playa” que sólo trabaja cuando lo necesita (cuando el dinero que guarda en su caja fuerte empieza a escasear). También tiene un Rolls-Royce vintage reconvertido en camioneta antes de que él lo comprara y pintado en un repelente color azul eléctrico. McGee lo llama “Miss Agnes” en recuerdo de una profesora suya de la infancia cuyo pelo tenía el mismo tono.
Su trabajo es "Salvage Consultant" (“recuperador” en castellano) y su fama se basa en el boca a boca. Sus clientes son gente que ha sido privada de algo importante y/o valioso (casi siempre por vías ilegítimas) y no tienen modo ortodoxo de recuperarlo. La tarifa de McGee es la mitad del valor del objeto sustraído (si lo recupera), con los gastos a su propio riesgo y aquellos que discuten el precio por elevado reciben siempre la misma respuesta: más vale la mitad de algo que el todo de nada. Aunque la mayoría de las veces los objetos a recuperar son tangibles (por ejemplo: sellos raros, joyas…), en algunos libros McGee ha de buscar a una persona desaparecida e incluso en uno, la cosa perdida es la reputación del cliente. En ocasiones se dedica a la venganza, sobre todo en los casos de maltrato o muerte de alguno de sus pocos verdaderos amigos.
Físicamente, McGee es un hombre duro y curtido, atractivo, alto, rubio con ojos verde pálido. Sus características étnicas son las de irlandés-americano.
Algunos libros dan a entender (o dicen explícitamente) que es un miembro del ejército estadounidense veterano de Corea. Los últimos libros son más imprecisos sobre dónde ha servido. En The Green Ripper, una de las últimas novelas, parece deducirse que ha servido en Vietnam y no en Corea. En The Lonely Silver Rain abre una caja fuerte guardada en un banco donde se incluyen fotos de sus padres y hermano, “muertos hace ya mucho tiempo”, y condecoraciones militares otorgadas al Sargento McGee (Silver Star y Purple Heart) así como el certificado de licenciamiento. También tiene una hija llamada Jean, desconocida para él hasta que se presenta en "The Lonely Silver Rain". Destacó como jugador de fútbol americano, pero dice en A Deadly Shade of Gold que nunca jugó como profesional debido a una lesión de rodilla. Sin embargo, en The Turquoise Lament admite a un admirador que jugó dos años como profesional hasta que sus rodillas fueron destrozadas en un placaje de un jugador de Detroit Lions.
A pesar de su edad (nunca confesada), mantiene la rapidez y agilidad de un atleta profesional. Mide 1,95m, pesa 93 kilos y es mucho más fuerte de lo que parece, con muñecas gruesas y largos brazos. McGee cultiva intencionadamente la imagen de descoordinado, desastrado, patoso y medio cojo, pero detrás hay unos reflejos soberbios y buenos músculos. Lleva la talla 46 de chaqueta (talla americana) y la 17½" de cuello y 34" de brazo. McGee se preocupa por su estado físico, especialmente tras los periodos de paradas: frecuentemente habla de nadar y correr. En un cierto momento fue fumador de pipa pero lo dejó por poco sano. Como estrategia de lucha suele cubrirse la cara y parar los golpes con brazos y codos para mejor estudiar y controlar la estrategia del enemigo. En la última novela practica el arte chino del T'ai chi ch'uan.
Sus primeros años y su familia están deliberadamente sin desarrollar. Hay algunas menciones como ir a un desfile en Chicago con su padre, sus planes poner un negocio con su hermano cuando volviera del servicio militar. No se nos cuenta cómo se llamaba su padre. El nombre de soltera de su madre era Mary Catherine Devlin. Aparentemente, su hermano se suicidó tras perder sus ahorros en una estafa en la que estaban metidos un hombre y una mujer (se deja traslucir que McGee los mató a los dos).
McGee dice en Free Fall in Crimson (1981) que “impresiona mucho a las mujeres”, y sin embargo, es bastante honesto y cínico sobre sí mismo. Precisamente ésta es parte de su naturaleza introvertida que aparece repetidamente a lo largo de la serie, con frecuentes reflexiones sobre la sociedad que le rodea, con particular interés sobre los cambios que se van produciendo en el medio ambiente de Florida. Esa imagen cínica de sí mismo, como la de un caballero de armadura oxidada con lanza rota y caballo quebrado, luchando por ideales irreales o pasados de moda tiene un parecido con el personaje de Spencer de Robert B. Parker.
Ahora bien, y a diferencia de otros famosos detectives de ficción como Philip Marlowe, McGee se aferra a sus ideales: su sentido del honor, de la obligación y de lo que es atroz, inaceptable e injusto.
McGee tiene un compañero, su mejor amigo Meyer, un economista internacionalmente conocido y respetado. En los libros hay una cierta confusión sobre si Meyer es nombre o apellido, pero se aclara en The Green Ripper” cuando dos agentes federales se refieren a Meyer como Dr. Meyer y él aclara que es Meyer a secas. En 'Pale Gray for Guilt Meyer presenta una tarjeta de visita como "G. Ludweg Meyer". Meyer vive en un barco cerca del de McGee en Bahia Mar, el John Maynard Keynes y, posteriormente, cuando el Keynes explote, será reemplazado por el Thorstein Veblen. En ambos barcos  hay una gran biblioteca que va más allá de los tratados sobre economía. Por ejemplo, Meyer es aficionado al ajedrez y a la sicología y colabora con McGee a modo de soporte al que asirse cuando este se desvía así como complementando la inteligencia callejera de McGee cuando ésta no es suficiente. Meyer colabora alguna vez en las misiones de McGee y está a punto de morir varias veces por ello. Su pinta es académica y por eso en ocasiones actúa como corredor de bolsa o como entomólogo.
Algunas desdichas del mundo se cuelan sigilosamente en el carácter de McGee, quizás porque en los 60s Florida ya no es lo que fue. Los únicos comentarios directos a su edad son que sirvió en la Guerra de Corea y hasta los 80s no hay ni rastro sobre esta cuestión. En una novela se refiere a que su cumpleaños termina en 0 (¿1930 quizás?) Pero a medida que la historia avanza lo que empieza a verse claro es como McGee y su creador envejecen. En las últimas novelas como The Green Ripper y Free Fall in Crimson aparece una sensación de desesperación pues la violencia en el mundo no tiene sentido, no puede explicarse y, sin embargo, nunca terminará. No obstante, el final de la última novela publicada The Lonely Silver Rain  disipará muchas de estas ideas. (Hubo rumores sobre la existencia de una novela más, posiblemente narrada por Meyer titulada A Black Border for McGee y que se iba a publicar póstumamente)

## Las novelas de Travis McGee
Cuando MacDonald creó el personaje, iba a llamarse Dallas McGee, como la ciudad, pero el asesinato de Kennedy le dio connotaciones negativas y decidió cambiar el nombre a Travis inspirado por la Travis Air Force Base de California.
Desde la primera The Deep Blue Good-by, de 1964, cada una de las restantes veintiuna novelas de Travis McGee lleva un color incorporado en el título. Los primeros tres títulos de la serie fueron publicados en tres meses, siguiendo una inusual estrategia. MacDonald declaró que la primera novela que escribió sobre McGee la quemó y que le mandó a vivir al otro extremo del Estado para proteger su privacidad si la novela tenía éxito.
McGee ha sido llamado el primer gran aventurero moderno de Florida, predecesor de caracteres y situaciones que aparecen en novelas de autores como Elmore Leonard, Lee Child (que en prólogos a recientes reediciones de las obras de McGee dice que este personaje inspira al suyo Reacher), Carl Hiaasen, Tim Dorsey, James W. Hall, y Les Standiford.  Hiaasen reconoció expresamente estar en deuda con las novelas de McGee en la introducción que escribió para la nueva edición de The Deep Blue Good-by en 1994. En Salem’s Lot de Stephen King el Sheriff Homer McCaslin le dice al autor Ben Mear que escriba “como el tío que escribía las historias de Travis McGee”.

## Novelas
- TM01   The Deep Blue Good-by, (“Adiós En Azul”) (1964)
- TM02   Nightmare in Pink (1964)
- TM03   A Purple Place for Dying (“La tumba púrpura”) (1964)
- TM04   The Quick Red Fox (1964)
- TM05   A Deadly Shade of Gold (“La Dorada Sombra De La Muerte”) (1965)
- TM06   Bright Orange for the Shroud (“La Mortaja Del Color Naranja”) (1965)
- TM07   Darker than Amber (“Más Oscuro Que El Ámbar”) (1966)
- TM08   One Fearful Yellow Eye (1966)
- TM09   Pale Gray for Guilt (1968)
- TM10   The Girl in the Plain Brown Wrapper (1968)
- TM11   Dress Her in Indigo (1969)
- TM12   The Long Lavender Look (1970)
- TM13   A Tan and Sandy Silence (1971)
- TM14   The Scarlet Ruse (1972)
- TM15   The Turquoise Lament (“Lamento turquesa”) (1973)
- TM16   The Dreadful Lemon Sky (1974)
- TM17   The Empty Copper Sea (“El mar desierto”) (1978)
- TM18   The Green Ripper (“El hombre verde”) (1979)
- TM19   Free Fall in Crimson (“Caída libre”) (1981)
- TM20   Cinnamon Skin (“Piel Canela”) (1982)
- TM21   The Lonely Silver Rain (“Lluvia Plateada”) (1984)

Además, otra novela de MacDonald, The Last One Left lleva la siguiente dedicatoria: Dedico esta novela a TRAVIS McGEE, por su incalculable apoyo y coraje.
Se rumoreó durante años que MacDonald estaba preparando un libro 22 que iba a titularse A Black Border for McGee, cuyo tema básico sería la muerte del famoso personaje y que iba a ser narrada por Meyer. La familia de MacDonald lo negó tajantemente así como se negó también de forma absoluta a que otros autores continuaran la serie.
En 2001 la escritora Lori Stone publicó una novela titulada The Black Squall sobre una joven llamada Jean Pearson (que podría ser la hija de McGee presentada en The Lonely Silver Rain. Jean se traslada a Florida para hacer los preparativos del funeral de su padre y de su tío que murieron en un accidente de barco y cuyas descripciones se asemejan a las de McGee y Meyer. Visita el barco de su padre (cuya descripción es bastante parecida al “Busted Flush”, nunca usa los nombres de su padre ni de su tío y el suyo propio de soltera no lo sabemos pues usa el de casada.

## Adaptaciones
Travis McGee ha sido adaptado dos veces al cine y la televisión. En 1970 Travis McGee llegó a los cines con la película Más oscuro que el ámbar (Darker Than Amber), protagonizada por Rod Taylor y con guion del propio John McDonald. Esta versión recibió críticas favorables de Roger Ebert y otros pero no cuajó convirtiéndose en una serie de películas.
En 1983 Sam Elliott interpretó a McGee en el telefilm Travis McGee rodado para The Empty Copper Sea, que reubicaba a McGee en California. Elliott mantuvo su bigote, modificando así la apariencia de McGee en los libros.
En 1967, MacDonald se negó a autorizar la realización de una serie de televisión sobre Travis McGee pues pensaba que la gente dejaría de leer los libros si podía ver a McGee regularmente en su televisor.
Conforme Internet Movie Database, se anunció una adaptación cinematográfica de The Deep Blue Good-by que iba a ser interpretada por Oliver Stone y protagonizada por Leonardo DiCaprio y con guion de Dennis Lehane, que iba a realizarse entre 2011 y 2012. En abril de 2010 se anunció un cambio de título, pasando a ser “Travis McGee”. En abril de 2011 se conoció que Paul Greengrass estaba interesado en dirigir el film. El film no llegó a realizarse y di Caprio se mantuvo en la producción.
En marzo de 2014 James Mangold asume la dirección. y en julio de 2015 Christian Bale acepta el papel protagonista.

## Ediciones en español de los libros de McGee
En castellano hay muchos editados aunque hay que recurrir por lo general a las tiendas de libros descatalogados, se pueden encontrar “Adiós En Azul”, “La Mortaja Del Color Naranja”, “Piel Canela”, “La Dorada Sombra De La Muerte”, “El hombre verde”, “Lamento turquesa”, “El mar desierto”, “La tumba púrpura”, “Lluvia Plateada” o “Más Oscuro Que El Ámbar”, casi todos editados por Bruguera y Emecé Argentina.